# Bilan saison par saison des Trail Blazers de Portland

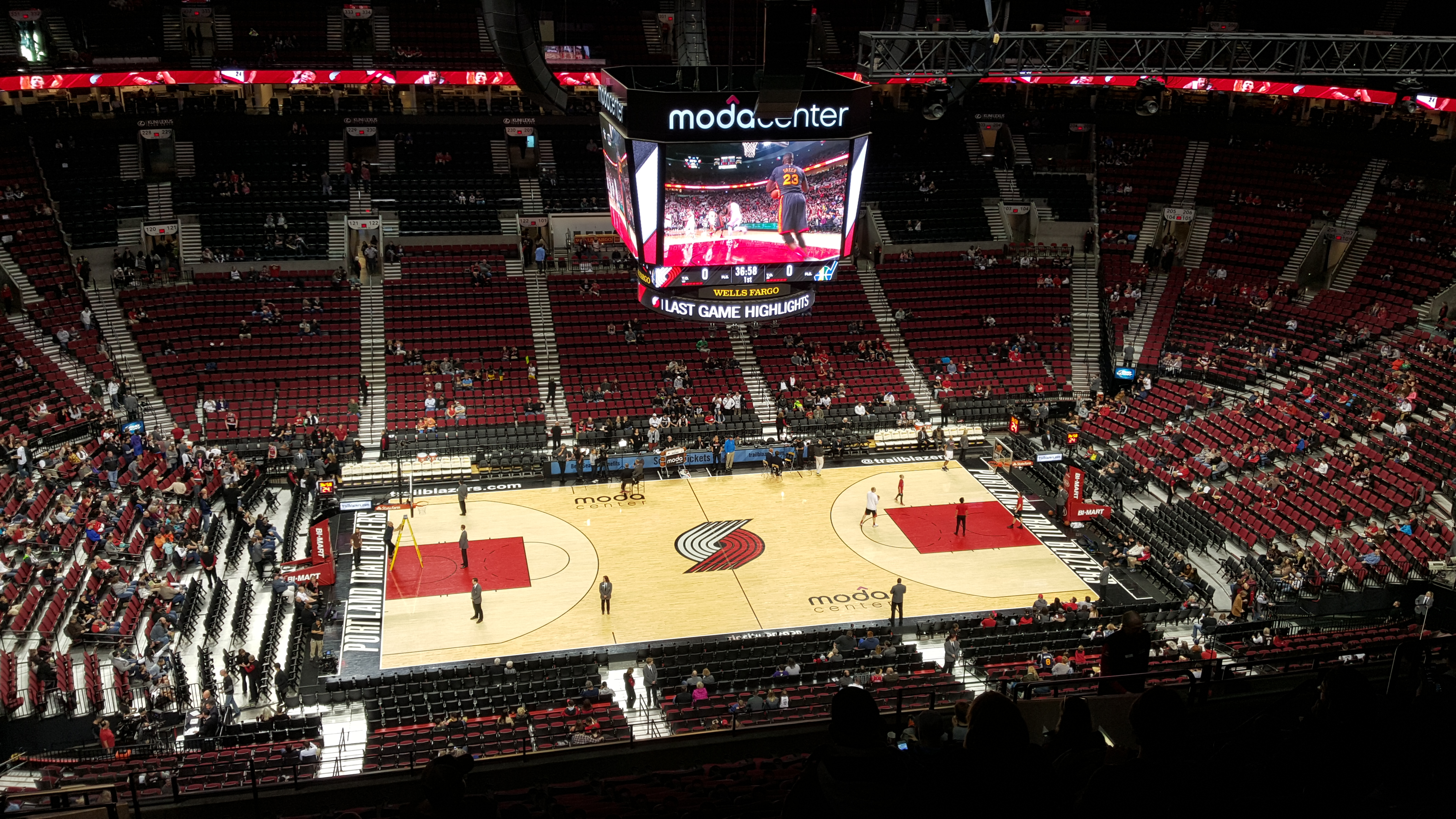
Le Moda Center est l'arène des Trail Blazers.

Le tableau suivant est un bilan saison par saison des Trail Blazers de Portland avec les performances réalisées par la franchise depuis sa création en 1970.
| Saison                 | Équipe           | Conférence       | Conférence       | Division         | Division         | Saison régulière | Saison régulière | Saison régulière | Playoffs | Entraîneur principal           | Réf.        |
| Saison                 | Équipe           | Conférence       | Conférence       | Division         | Division         | V                | D                | PCT              | Playoffs | Entraîneur principal           | Réf.        |
| ---------------------- | ---------------- | ---------------- | ---------------- | ---------------- | ---------------- | ---------------- | ---------------- | ---------------- | --- | ------------------------------ | ----------- |
| Portland Trail Blazers |                  |                  |                  |                  |                  |                  |                  |                  | |                                |             |
| 1970-71                | 1970-71          | Ouest            | 9e               | Pacifique        | 5e               | 29               | 53               | 35,4%            | - | Rolland Todd                   | [ 1 ]       |
| 1971-72                | 1971-72          | Ouest            | 9e               | Pacifique        | 5e               | 18               | 64               | 22,0%            | - | Rolland Todd Stu Inman         | [ 2 ]       |
| 1972-73                | 1972-73          | Ouest            | 9e               | Pacifique        | 5e               | 21               | 61               | 25,6%            | - | Jack McCloskey                 | [ 3 ]       |
| 1973-74                | 1973-74          | Ouest            | 9e               | Pacifique        | 5e               | 27               | 55               | 32,9%            | - | Jack McCloskey                 | [ 4 ]       |
| 1974-75                | 1974-75          | Ouest            | 6e               | Pacifique        | 3e               | 38               | 44               | 46,3%            | - | Lenny Wilkens                  | [ 5 ]       |
| 1975-76                | 1975-76          | Ouest            | 7e               | Pacifique        | 5e               | 37               | 45               | 45,1%            | - | Lenny Wilkens                  | [ 6 ]       |
| 1976-77                | 1976-77          | Ouest            | 3e               | Pacifique        | 2e               | 49               | 33               | 59,8%            | Victoire au premier tour (Chicago, 2-1) Victoire en demi-finale de conférence (Denver, 4-2) Victoire en finale de conférence (L.A. Lakers, 4-0) Victoire en finale NBA (Philadelphie, 4-2) | Jack Ramsay                    | [ 7 ]       |
| 1977-78                | 1977-78          | Ouest            | 1er              | Pacifique        | 1er              | 58               | 24               | 70,7%            | Défaite en demi-finale de conférence (Seattle, 2-4) | Jack Ramsay                    | [ 8 ]       |
| 1978-79                | 1978-79          | Ouest            | 6e               | Pacifique        | 4e               | 45               | 37               | 54,9%            | Défaite au premier tour (Phoenix, 1-2) | Jack Ramsay                    | [ 9 ]       |
| 1979-80                | 1979-80          | Ouest            | 6e               | Pacifique        | 4e               | 38               | 44               | 46,3%            | Défaite au premier tour (Seattle, 1-2) | Jack Ramsay                    | [ 10 ]      |
| 1980-81                | 1980-81          | Ouest            | 4e               | Pacifique        | 3e               | 45               | 37               | 54,9%            | Défaite au premier tour (Sacramento, 1-2) | Jack Ramsay                    | [ 11 ]      |
| 1981-82                | 1981-82          | Ouest            | 8e               | Pacifique        | 5e               | 42               | 40               | 51,2%            | - | Jack Ramsay                    | [ 12 ]      |
| 1982-83                | 1982-83          | Ouest            | 5e               | Pacifique        | 4e               | 46               | 36               | 56,1%            | Victoire au premier tour (Seattle, 2-0) Défaite en demi-finale de conférence (L.A. Lakers, 1-4)                                                                                            | Jack Ramsay                    | [ 13 ]      |
| 1983-84                | 1983-84          | Ouest            | 3e               | Pacifique        | 2e               | 48               | 34               | 58,5%            | Défaite au premier tour (Phoenix, 2-3) | Jack Ramsay                    | [ 14 ]      |
| 1984-85                | 1984-85          | Ouest            | 5e               | Pacifique        | 2e               | 42               | 40               | 51,2%            | Victoire au premier tour (Dallas, 3-1) Défaite en demi-finale de conférence (L.A. Lakers, 1-4)                                                                                             | Jack Ramsay                    | [ 15 ]      |
| 1985-86                | 1985-86          | Ouest            | 6e               | Pacifique        | 2e               | 40               | 42               | 48,8%            | Défaite au premier tour (Denver, 1-3) | Jack Ramsay                    | [ 16 ]      |
| 1986-87                | 1986-87          | Ouest            | 3e               | Pacifique        | 2e               | 49               | 33               | 59,8%            | Défaite au premier tour (Houston, 1-3) | Mike Schuler                   | [ 17 ]      |
| 1987-88                | 1987-88          | Ouest            | 4e               | Pacifique        | 2e               | 53               | 29               | 64,6%            | Défaite au premier tour (Utah, 1-3) | Mike Schuler                   | [ 18 ]      |
| 1988-89                | 1988-89          | Ouest            | 8e               | Pacifique        | 5e               | 39               | 43               | 47,6%            | Défaite au premier tour (L.A. Lakers, 0-3) | Mike Schuler Rick Adelman      | [ 19 ]      |
| 1989-90                | 1989-90          | Ouest            | 3e               | Pacifique        | 2e               | 59               | 23               | 72,0%            | Victoire au premier tour (Dallas, 3-0) Victoire en demi-finale de conférence (San Antonio, 4-3) Victoire en finale de conférence (Phoenix, 4-2) Défaite en finale NBA (Détroit, 1-4)       | Rick Adelman                   | [ 20 ]      |
| 1990-91                | 1990-91          | Ouest            | 1er              | Pacifique        | 1er              | 63               | 19               | 76,8%            | Victoire au premier tour (Seattle, 3-2) Victoire en demi-finale de conférence (Utah, 4-1) Défaite en finale de conférence (L.A. Lakers, 2-4)                                               | Rick Adelman                   | [ 21 ]      |
| 1991-92                | 1991-92          | Ouest            | 1er              | Pacifique        | 1er              | 57               | 25               | 69,5%            | Victoire au premier tour (L.A. Lakers, 3-1) Victoire en demi-finale de conférence (Phoenix, 4-1) Victoire en finale de conférence (Utah, 4-2) Défaite en finale NBA (Chicago, 2-4)         | Rick Adelman                   | [ 22 ]      |
| 1992-93                | 1992-93          | Ouest            | 4e               | Pacifique        | 3e               | 51               | 31               | 62,2%            | Défaite au premier tour (San Antonio, 1-3) | Rick Adelman                   | [ 23 ]      |
| 1993-94                | 1993-94          | Ouest            | 7e               | Pacifique        | 4e               | 47               | 35               | 57,3%            | Défaite au premier tour (Houston, 1-3) | Rick Adelman                   | [ 24 ]      |
| 1994-95                | 1994-95          | Ouest            | 7e               | Pacifique        | 4e               | 44               | 38               | 53,7%            | Défaite au premier tour (Phoenix, 0-3) | P.J. Carlesimo                 | [ 25 ]      |
| 1995-96                | 1995-96          | Ouest            | 6e               | Pacifique        | 3e               | 44               | 38               | 53,7%            | Défaite au premier tour (Utah, 2-3) | P.J. Carlesimo                 | [ 26 ]      |
| 1996-97                | 1996-97          | Ouest            | 5e               | Pacifique        | 3e               | 49               | 33               | 59,8%            | Défaite au premier tour (L.A. Lakers, 1-3) | P.J. Carlesimo                 | [ 27 ]      |
| 1997-98                | 1997-98          | Ouest            | 6e               | Pacifique        | 4e               | 46               | 36               | 56,1%            | Défaite au premier tour (L.A. Lakers, 1-3) | Mike Dunleavy Sr.              | [ 28 ]      |
| 1998-99                | 1998-99          | Ouest            | 2e               | Pacifique        | 1er              | 35               | 15               | 70,0%            | Victoire au premier tour (Phoenix, 3-0) Victoire en demi-finale de conférence (Utah, 4-2) Défaite en finale de conférence (San Antonio, 0-4)                                               | Mike Dunleavy Sr.              | [ 29 ]      |
| 1999-00                | 1999-00          | Ouest            | 3e               | Pacifique        | 2e               | 59               | 23               | 72,0%            | Victoire au premier tour (Minnesota, 3-1) Victoire en demi-finale de conférence (Utah, 4-1) Défaite en finale de conférence (L.A. Lakers, 3-4)                                             | Mike Dunleavy Sr.              | [ 30 ]      |
| 2000-01                | 2000-01          | Ouest            | 7e               | Pacifique        | 4e               | 50               | 32               | 61,0%            | Défaite au premier tour (L.A. Lakers, 0-3) | Mike Dunleavy Sr.              | [ 31 ]      |
| 2001-02                | 2001-02          | Ouest            | 6e               | Pacifique        | 3e               | 49               | 33               | 59,8%            | Défaite au premier tour (L.A. Lakers, 0-3) | Maurice Cheeks                 | [ 32 ]      |
| 2002-03                | 2002-03          | Ouest            | 6e               | Pacifique        | 3e               | 50               | 32               | 61,0%            | Défaite au premier tour (Dallas, 3-4) | Maurice Cheeks                 | [ 33 ]      |
| 2003-04                | 2003-04          | Ouest            | 10e              | Pacifique        | 3e               | 41               | 41               | 50,0%            | - | Maurice Cheeks                 | [ 34 ]      |
| 2004-05                | 2004-05          | Ouest            | 13e              | Nord-Ouest       | 4e               | 27               | 55               | 32,9%            | - | Maurice Cheeks Kevin Pritchard | [ 35 ]      |
| 2005-06                | 2005-06          | Ouest            | 15e              | Nord-Ouest       | 5e               | 21               | 61               | 25,6%            | - | Nate McMillan                  | [ 36 ]      |
| 2006-07                | 2006-07          | Ouest            | 12e              | Nord-Ouest       | 3e               | 32               | 50               | 39,0%            | - | Nate McMillan                  | [ 37 ]      |
| 2007-08                | 2007-08          | Ouest            | 10e              | Nord-Ouest       | 3e               | 41               | 41               | 50,0%            | - | Nate McMillan                  | [ 38 ]      |
| 2008-09                | 2008-09          | Ouest            | 4e               | Nord-Ouest       | 2e               | 54               | 28               | 65,9%            | Défaite au premier tour (Houston, 2-4) | Nate McMillan                  | [ 39 ]      |
| 2009-10                | 2009-10          | Ouest            | 6e               | Nord-Ouest       | 3e               | 50               | 32               | 61,0%            | Défaite au premier tour (Phoenix, 2-4) | Nate McMillan                  | [ 40 ]      |
| 2010-11                | 2010-11          | Ouest            | 6e               | Nord-Ouest       | 3e               | 48               | 34               | 58,5%            | Défaite au premier tour (Dallas, 2-4) | Nate McMillan                  | [ 41 ]      |
| 2011-12                | 2011-12          | Ouest            | 11e              | Nord-Ouest       | 4e               | 28               | 38               | 42,4%            | - | Nate McMillan Kaleb Canales    | [ 42 ]      |
| 2012-13                | 2012-13          | Ouest            | 11e              | Nord-Ouest       | 4e               | 33               | 49               | 40,2%            | - | Terry Stotts                   | [ 43 ]      |
| 2013-14                | 2013-14          | Ouest            | 5e               | Nord-Ouest       | 2e               | 54               | 28               | 65,9%            | Victoire au premier tour (Houston, 4-2) Défaite en demi-finale de conférence (San Antonio, 1-4)                                                                                            | Terry Stotts                   | [ 44 ]      |
| 2014-15                | 2014-15          | Ouest            | 4e               | Nord-Ouest       | 1er              | 51               | 31               | 62,2%            | Défaite au premier tour (Memphis, 1-4) | Terry Stotts                   | [ 45 ]      |
| 2015-16                | 2015-16          | Ouest            | 5e               | Nord-Ouest       | 2e               | 44               | 38               | 54,7%            | Victoire au premier tour (L.A. Clippers, 4-2) Défaite en demi-finale de conférence (Golden State, 1-4)                                                                                     | Terry Stotts                   | [ 46 ]      |
| 2016-17                | 2016-17          | Ouest            | 8e               | Nord-Ouest       | 3e               | 41               | 41               | 50,0%            | Défaite au premier tour (Golden State, 0-4) | Terry Stotts                   | [ 47 ]      |
| 2017-18                | 2017-18          | Ouest            | 3e               | Nord-Ouest       | 1er              | 49               | 33               | 59,8%            | Défaite au premier tour (La Nouvelle-Orléans, 0-4) | Terry Stotts                   | [ 48 ]      |
| 2018-19                | 2018-19          | Ouest            | 3e               | Nord-Ouest       | 2e               | 53               | 29               | 64,6%            | Victoire au premier tour (Oklahoma City, 4-1) Victoire en demi-finale de conférence (Denver, 4-3) Défaite en finale de conférence (Golden State, 0-4)                                      | Terry Stotts                   | [ 49 ]      |
| 2019-20                | 2019-20          | Ouest            | 8e               | Nord-Ouest       | 4e               | 35               | 39               | 47,3%            | Défaite au premier tour (L.A. Lakers, 1-4) | Terry Stotts                   | [ 50 ]      |
| 2020-21                | 2020-21          | Ouest            | 6e               | Nord-Ouest       | 3e               | 42               | 30               | 58,3%            | Défaite au premier tour (Denver, 2-4) | Terry Stotts                   | [ 51 ]      |
| 2021-22                | 2021-22          | Ouest            | 13e              | Nord-Ouest       | 4e               | 27               | 55               | 32,9%            | - | Chauncey Billups               | [ 52 ]      |
| 2022-23                | 2022-23          | Ouest            | 13e              | Nord-Ouest       | 5e               | 33               | 49               | 40,1%            | - | Chauncey Billups               | [ 53 ]      |
| 2023-24                | 2023-24          | Ouest            | 15e              | Nord-Ouest       | 5e               | 21               | 61               | 25,6%            | - | Chauncey Billups               | [ 54 ]      |
| 2024-25                | 2024-25          | Ouest            | 12e              | Nord-Ouest       | 4e               | 36               | 46               | 43,9%            | - | Chauncey Billups               | [ 55 ]      |
| Saison régulière       | Saison régulière | Saison régulière | Saison régulière | Saison régulière | Saison régulière | 2 328            | 2 116            | 52,4%            | |                                |             |
| Playoffs               | Playoffs         | Playoffs         | Playoffs         | Playoffs         | Playoffs         | 119              | 155              | 43,4%            | 1 titre NBA | 1 titre NBA                    | 1 titre NBA |